# Paisagem com a Queda de Ícaro
A Paisagem com a Queda de Ícaro (em neerlandês:  De val van Icarus) foi uma pintura a óleo sobre madeira do mestre flamengo da Renascença Pieter Bruegel, de cerca de 1558 que se perdeu.
A pintura a óleo sobre tela de 73,5 x 112 cm (imagem ao lado) existente nos Museus Reais de Belas-Artes da Bélgica, em Bruxelas, foi durante muito tempo considerada obra do próprio Pieter Bruegel, mas após vários exames efectuados ao quadro concluiu-se que se trata de uma boa cópia da obra original de Bruegel, tendo esta cópia sido pintada na década de 1560 por artista desconhecido, mantendo-se a dúvida sobre a autoria da obra.
A obra parece tratar o episódio da mitologia grega de Ícaro que, na tentativa de fugir de Creta voando, viu frustrada a tentativa ao cair no mar, afogando-se na parte agora conhecida como mar Icário. Mas o compositor Brian Ferneyhough, que se inspirou na pintura para uma sua peça de música, comenta:
... menos uma reflexão sobre a dimensão heróico-trágica subjacente ao mito do que ...(é) brilhantemente evocado por Breughel na visão de um mundo serenamente a prosseguir as suas próprias preocupações, completamente alheio ao quase invisível minúsculo par de pernas que se agita pateticamente na água, em que o único registo do evento apocalíptico é um par de penas flutuando desconsoladamente na esteira do seu anterior portador.
 

## Descrição e estilo
Na mitologia grega, Ícaro conseguiu voar com asas feitas pelo seu pai, Dédalo, que fez asas para ambos com penas coladas com cera de abelhas. Ignorando os avisos do pai, Ícaro decidiu voar demasiado alto, "perto do sol", o que levou a que a cera derretesse e, com as asas destruidas, caiu no mar e morreu afogado.
As pernas de Ícaro a afogar-se podem ser vistas na água um pouco para cá da grande nau, mas o sol já vai a caminho do ocaso, muito longe portanto de Ícaro, pelo que o vôo deste nem chegou "perto do Sol". Dédalo, por sua vez, não aparece no quadro, embora apareça, ainda voando, numa outra cópia de menor valia existente do Museu van Buuren (em Outras versões). A perspectiva da nau e das figuras não é inteiramente consistente, embora isso possa reforçar a força do conjunto.

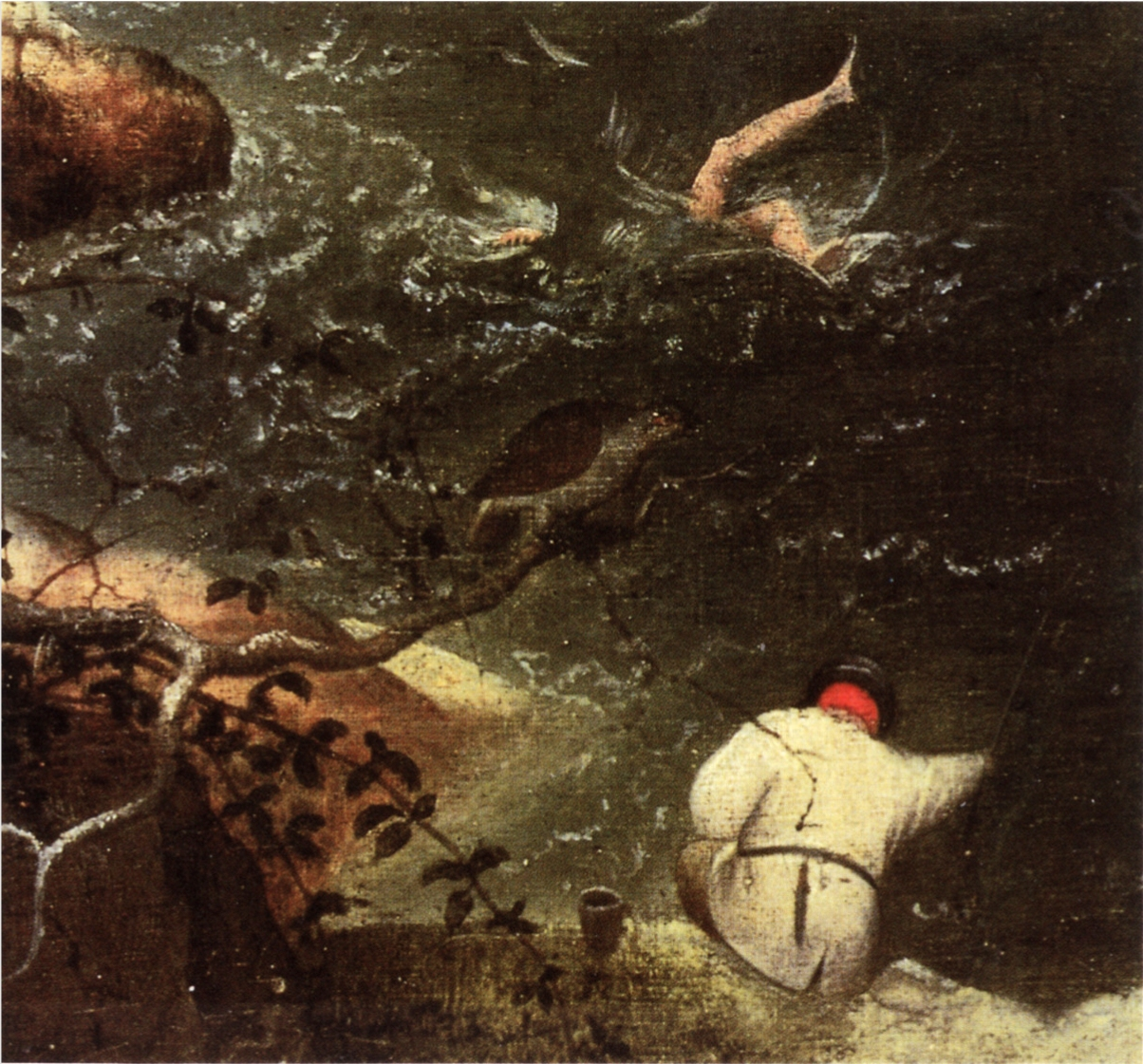
Detalheː Ícaro e o pescador

A pintura existente nos Museus Reais é provavelmente uma cópia de um original perdido de Bruegel, sendo da década de 1560 ou de pouco depois. É uma pintura a óleo enquanto que outras pinturas de Bruegel sobre tela são a têmpera, sendo desconhecida até que foi adquirida pelo Museu em 1912.
O lavrador, o pastor e o pescador são mencionados no texto de Ovídio sobre a lenda: "estão atónitos e julgam estar a ver deuses a aproximarem-se através do éter",  o que não é propriamente a impressão dada pela pintura. O pastor olha para o ar, de costas para a nau, deduzindo-se que na obra original haveria, provavelmente, também a figura de Dédalo no céu no lado esquerdo, para onde o pastor olha. Mas o lavrador, sendo a figura de maior destaque, parece corporizar um provérbio flamengo, do tipo referido noutras obras de Bruegel, que diz, "E o agricultor continuou a lavrar ..." (En de Boer ... hij ploegde voort "), e transmitir a ideia principal da pintura que é a censura da indiferença das pessoas ao sofrimento dos seus semelhantes. A pintura pode assim, como sugere o poema de W. H. Auden, retratar a indiferença da humanidade ao sofrimento alheio, destacando os acontecimentos comuns que continuam a decorrer, apesar da morte desprezada de Ícaro.

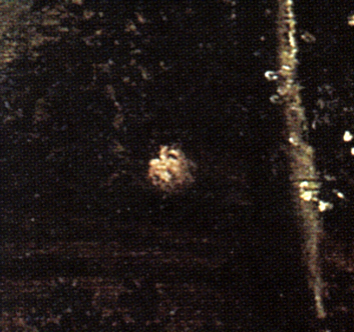
Detalheː Cabeça invertida no mato

A outra versão em madeira já referida, considerada geralmente inferior, foi adquirida em 1953 por Daniel van Buuren para a sua residência que foi convertida posteriormente no que é actualmente o Museu van Buuren, em Bruxelas.  Nesta versão, de menores dimensões, Ícaro já caiu no mar, mas Dédalo ainda está a voar, estando o pastor a olhar para este, o que explica a posição do pastor no quadro dos Museus Reais.
Embora o tipo de pintura iniciado por Joachim Patinir designado por paisagem do mundo (world landscape), em que o assunto do título é representado por staffage, ou seja, pequenas figuras ao longe, fosse corrente na fase inicial da pintura flamenga, colocar em primeiro plano uma grande figura de pequeno género (petit genre), como é o caso do lavrador na Queda de Ícaro, alheio ao tema central da obra, foi uma novidade e representava como que um golpe contra a emergente hierarquia dos géneros de pintura. Outras paisagens de Bruegel, por exemplo Caçadores na Neve (1565) e os outros quadros da série de pinturas que mostram as estações do ano, apresentam figuras de pequeno género num primeiro plano, mas não tão grandes em relação à dimensão da imagem, nem com um assunto de género de pintura "superior" em fundo.
Do que se sabe, a obra original de Bruegel teria sido a sua única pintura sobre um tema mitológico. Bruegel também elaborou um desenho para uma gravura com a nau e as duas figuras em queda (ver Outras versões).

## Autenticidade da obra
Desde a aquisição em 1912 pelos Museus Reais que a autenticidade da obra tem sido objecto de controvérsia entre especialistas, principalmente por ser uma pintura a óleo sobre tela, o que é uma exceção na obra de Peter Bruegel, cujas pinturas a óleo foram todas sobre madeira.
Em 1963, Philippe Roberts-Jones, curador do Museu, e Georges Marlier, estudioso de Bruegel, colocaram a hipótese de a pintura sobre madeira original ter sido passada para tela, o que era vulgar na época. Mas, em 1998, uma equipa mista de cientistas  tentaram resolver o problema da autenticidade com datação por radiocarbono da tela que se supunha ser o suporte original. tendo concluido que Pieter Bruegel não poderia ter pintado a tela. Mas em 2006, o Prof. J. Reisse (Université Libre de Bruxelles) demonstrou que esta datação não tinha valor.
Uma amostra de tinta azul retirada da margem direita em 1973 foi entretanto reexaminada através de análises como a microscopia eletrónica de varrimento (MEV) associada à espectroscopia de raios X por dispersão em energia (EDX) e à microscopia óptica, que revelaram a seguinte estrutura e composição, de baixo para cima:
1. Tela (da transposição);
2. Branco de chumbo oleoso (adesivo);
3. Camada grossa oleosa com azurita (repintura);
4. Base de giz;
5. Branco de chumbo oleoso com partículas escassas de carvão;
6. Azul oleoso com azurita;

sendo as camadas 4 a 6 as originais.
A presença da base de giz sob o azul original prova que esta era uma pintura em madeira que foi transposta para uma tela. A camada original de azul é branco de chumbo com azurita contendo alguns grãos de ocre e carvão. Esta estrutura e composição condiz perfeitamente com as encontradas noutros painéis certificados de Peter Bruegel. Além disso, é perceptível que as partículas de carvão são muito peculiares, sendo muito longas e aciculares, exatamente como as encontrados somente em O Censo em Belém (The Census at Bethlehem).

O Censo em Belém (The Census at Bethlehem)

Mais tarde, em 2012, foi publicado um estudo das subcamadas usando radiação infravermelha. A refletografia baseia-se no fato de que a luz infravermelha penetra todas as cores exceto o preto. Como resultado, o desenho, na sua maior parte a preto, pode ser tornado visível. A interpretação destes reflectogramas é, naturalmente, mais subjetiva, mas de uma forma geral, o desenho da obra dos Museus Reais não é muito diferente do de outras obras certificadas de Pieter Bruegel. O desenho é geralmente limitado à disposição dos elementos no quadro, provavelmente porque a fina e fraca cobertura pintada sobre a base em branco iria tapar com imperfeições um grafismo detalhado. A reinterpretação dos reflectogramas, em consonância com outras análises, leva à seguinte conclusão: A Queda de Ícaro dos Museus Reais é uma pintura a óleo sobre madeira, transposta para tela. A camada de tinta e talvez também o desenho básico foram severamente danificados por esta ação, bem como por mais dois relinings, responsáveis pela densa repintura. Na amostra da pintura permanece um fragmento com a estrutura e a composição que condizem perfeitamente com a técnica dos painéis maiores atribuídos a Peter Bruegel. Por outro lado, a versão existente no Museu Van Buuren, porque tem técnicas diferentes, não pode ser atribuída nem a Pieter Bruegel (Pai), nem a Pieter Bruegel, Filho.

## Influência cultural
A pintura Paisagem com a Queda de Ícaro é referido no famoso poema de 1938 Museu das Belas Artes de W. H. Auden, cujo tema é o Museu onde se encontra a pintura:
In Breughel's Icarus, for instance: how everything turns away

Quite leisurely from the disaster; the ploughman

Have heard the splash, the forsaken cry,

But for him it was not an important failure; the sun shone

As it had to on the white legs disappearing into the green

Water, and the expensive delicate ship that must have seen

Something amazing, a boy falling out of the sky,

Had somewhere to get to and sailed calmly on.
Também foi o assunto do poema de 1960, Landscape with the Fall of Icarus, de William Carlos Williams , bem como de Lines on Bruegel's Icarus de Michael Hamburger.
A pintura foi apresentada no filme de ficção científica de 1976, The Man Who Fell to Earth, de Nicolas Roeg, em que um personagem abre um livro de pinturas com a sua imagem.
Eric Steele, cujo documentário de 2006 The Bridge (A Ponte) documenta os suicídios de vinte e quatro pessoas que saltaram para a morte na  Golden Gate Bridge, em São Francisco (Califórnia), ao longo de 2004, comparou as imagens captadas no seu documentário às da pintura de Bruegel, porque os saltos fatais passaram quase desapercebidos aos passantes.

## Outras versões

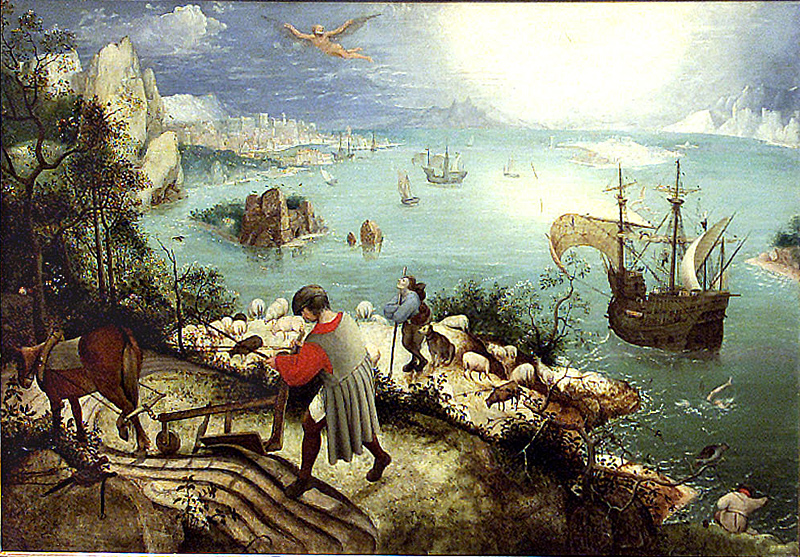
A Queda de Ícaro, ca. 1590-95, pintura a óleo sobre madeira (63 x 90 cm), de Autor desconhecido, no Museu van Buuren, Bruxelas. O Autor desta versão deveria pertencer ao círculo próximo de Pieter Bruegel para conhecer com detalhe o original deste.
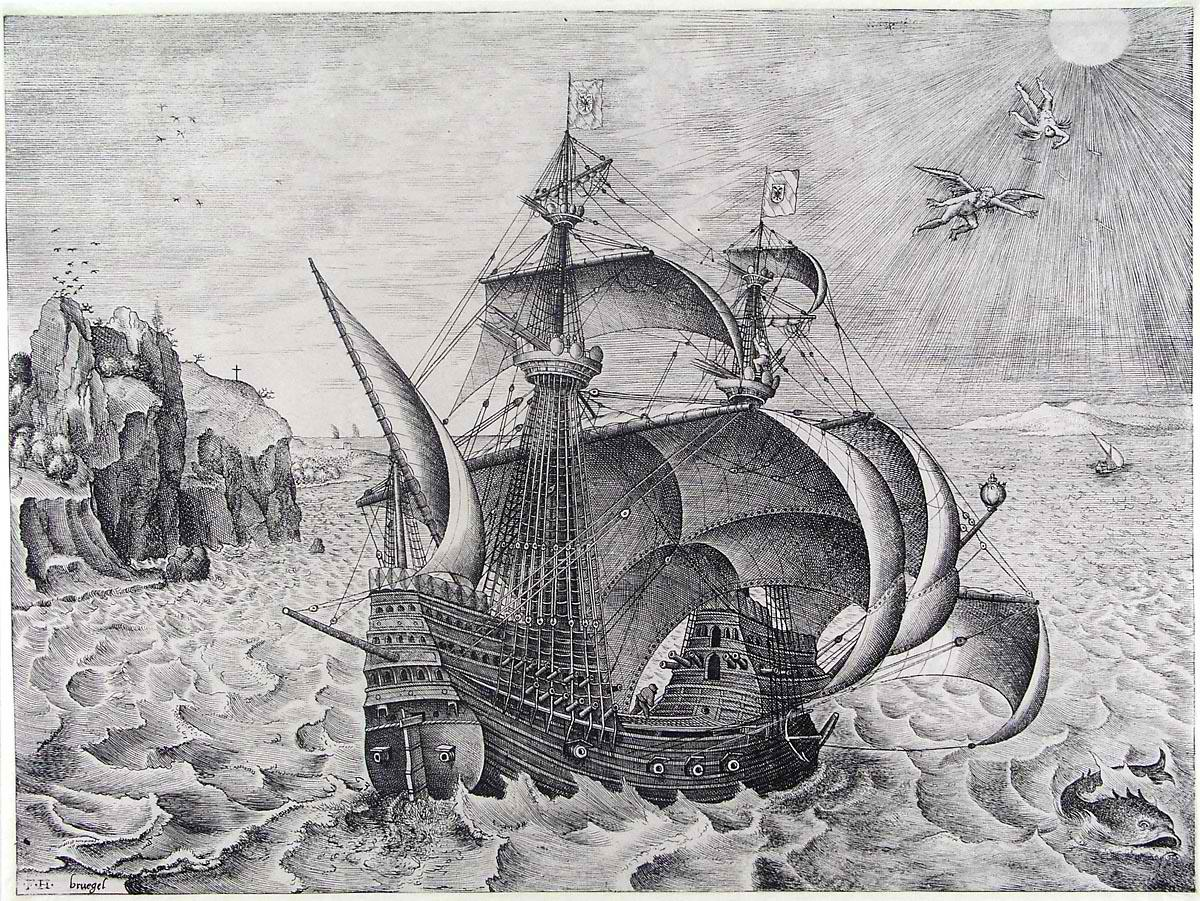
Navio de guerra e a Queda de Ícaro. Gravura a partir de um desenho de Pieter Bruegel.
Paisagem com a Queda de Ícaro de Joos de Momper, no Museu Nacional de Belas-Artes da Suécia. Joos de Momper (1564–1635) retomou o tema e a ideia geral de Bruegel, incluindo o lavrador e o pescador, mas Ícaro ainda está no ar, porém em queda.

### Leituras adicionais
- de Vries, Lyckle, "Bruegel's "Fall of Icarus": Ovid or Solomon?", Simiolus: Netherlands Quarterly for the History of Art, Vol. 30, No. 1/2 (2003), pp. 4–18, Stichting voor Nederlandse Kunsthistorische Publicaties, JSTOR
- Kilinski II, Karl (2004). «Bruegel on Icarus. Inversions of the Fall». Zeitschrift für Kunstgeschichte. 67 (1): 91–114. doi:10.2307/20474239